# イタリアン・ジョブ
イタリアン・ジョブ（The Italian Job）とは、2007年6月15日に発生した同時多発的なWebサイトの改竄騒動である。イタリア語のサイトを中心として3000を超える正規のWebサイトが改竄され、セキュリティ上の脆弱性をついて閲覧した利用者のPCへコンピューターウイルスを感染させた。正規のWebサイトを用いた攻撃手法として世界初の事例である。大手セキュリティベンダーは翌日には対策ツールを提供したが被害は拡大し、半月で約7000台のPCがウイルスに感染した。